# 伏見型砲艦
伏見型砲艦（ふしみがたほうかん）は、日本海軍砲艦の艦級。

## 概要
③計画により建造された河用砲艦で、熱海型の改良版。
日本の河用砲艦で初めてタービン機関を採用、また転輪羅針儀を採用した。
戦後2隻とも中国軍に接収された。

## 計画
熱海型砲艦が完成した後も河用砲艦の増強を求める声が続いていたが、
昭和12年度（1937年度）着手による第三次補充計画 (通称③計画) によって建造予算が成立した (橋立型砲艦も同時に成立した) 。
艦型仮称名は第十五号艦型、
議会提出の説明書での艦種は砲艦乙と記載、予算は1隻で1,174,500円、2隻で合計2,349,000円だった。
なお昭和16年度に物価高騰を理由とした追加予算が成立し、それを計算に入れると予算は1隻1,218,111円、2隻で合計2,436,222円となる。
計画番号はE.17。
設計の際には、熱海型砲艦や満州国海軍の順天型砲艦の使用実績が参考にされた。
商議に提出された軍令部の要求要目は以下の通り。
- 基準排水量:260ロングトン (264 t)
- 速力:17ノット
- 航続距離:14ノット - 1,400カイリ
- 兵装:短8センチ高角砲 1門、25ミリ機銃 2挺、15センチ曲射砲

また揚子江を遡上する際の臨時旗艦になり得るよう、追加要求が出された。
15センチ曲射砲装備の要求は1937年 (昭和12年) 5月に取り消された。
当初は機関出力を1,700馬力と予想していたが、艦型試験の結果は要求速力17ノットに対し2,200馬力が必要とわかり、機関重量が増加した。
速力と出力の関係上、水線長は46m程度から50mに延長された。
固定外斉備品の重量は熱海型を参考に予想したが、熱海型の実際の使用ではその重量も大きく増加しており、これらの点を考慮して排水量は軍令部要求より増加した。

## 艦型
艦型や一般配置は熱海型に準じた形となった。
煙突は傾斜した1本、
マストは2檣で前後とも単檣(ポール・マスト)だった。

### 機関
日本海軍の河用砲艦として初めてタービン機関を採用した。
それまでのレシプロ機関ではタービン機関より重量が大きく、浅喫水の艦の場合には振動が大きくなり、また機関の調整が大変だった。
ディーゼル機関も重量が大きくなる、ディーゼル固有の振動がある、故障の際に修理が困難になる、などの点を考慮し採用されなかった。
福井静夫は適当なディーゼル機関が無かったのだろう、と推測している。
なお計画時の調査において熱海艦長はレシプロで可、二見艦長はディーゼルを、第三艦隊司令部はタービンを希望したという。
ボイラーはホ号艦本式缶(空気余熱器付)2基を装備した。
この缶は小型ながら燃焼効率を向上させた缶だった。
圧力20 kg/cm2の飽和蒸気。
缶室は2室、1室に1つのボイラーとし、缶室舷側面は重油タンクを設置、缶室の長さは2室で合計12.000mだった。
上記のように主機にタービンを採用し、
艦本式高圧低圧2段減速タービン2基を装備した。
揚子江急流を遡上する時に推進器が空転する恐れがあったため、タービンが逆回転しないよう主蒸気管系に調速弁装置が設けられた。
復水器は低圧胴に付属する形で2基を装備した。
機械室は1室で長さ7.200m。
推進は2軸で回転数450 rpm、直径1,600 mm、ピッチ1,510 mm。

### 兵装
砲熕兵装は軍令部の要求通り、短8センチ高角砲1門、25ミリ連装機銃1基2挺が装備された。
装備位置は高角砲は艦首に、連装機銃は後部マスト後方の上構天蓋に設置された。
高角砲、連装機銃共に防楯が装着された (#防御に後述) 。
探照灯は艦橋トップ後方部分に探照灯台が設けられ、60cm探照灯1基が装備された。
日中戦争の戦訓に基づいて、竣工時より掃海具 (パラベーン) 2基が搭載された。

### 防御
200mからの小銃弾防御を想定して、羅針艦橋周壁は厚さ5mm、天蓋は厚さ4mmの不感磁性鋼板とし、船体中央水線付近の外板は5mm厚のDS鋼とした。
また高角砲と機銃にも厚さ6mmの楯を装着した。

### 舵
旋回性能を良好にするため、舵は推進器後方に2個、船体中心線に1個の3個を装備した。
これまでの河用砲艦は艦尾が直線状で、その後方に舵を装備していたが、この形状は艦尾波が大きくて周囲の船に危害を及ぼすことがあった。
そこで本型では船体平面で艦尾舷側部分を丸みの帯びた形状とし、舵は艦尾からはみ出さないように装備した。
ただ「伏見」の公試運転で後進した際に艦尾から空気を吸い込んで舵が効かなかったため、竣工後に呉海軍工廠で船体艦尾が改造された。
「隅田」は艦尾形状を変更して竣工した。

### その他艤装
従来の河用砲艦では磁気羅針儀のみの搭載だったが、安式一号転輪羅針儀を装備した。
舵輪を2基装備し故障に備えた。
臨時旗艦装備の要求に対し、士官寝室に2名の、准士官寝室に1名の予備を設けた。

### 艦型の変遷
開戦後に短8センチ高角砲は40口径8センチ高角砲に換装された。
大戦中の「宇治」には舷外電路の装備が確認される。
また25ミリ単装機銃数挺が増備されたと思われる。

## 同型艦
- 伏見（ふしみ）
  - 1938年7月15日 藤永田造船所にて起工
  - 1939年3月26日 進水
  - 1939年7月15日 竣工
  - 1944年11月26日 安慶にて航空機攻撃により擱座
  - 戦後 中国軍が接収、「江鳳」と改名
  - 1947年5月3日 除籍
- 隅田（すみだ）
  - 1939年4月13日 藤永田造船所にて起工
  - 1939年10月30日 進水
  - 1940年5月31日 竣工
  - 上海方面で終戦。中国軍が接収、「涪[注釈 2]江」と改名
  - 1947年5月3日 除籍

## 運用
2隻が藤永田造船所で建造され、
日本海軍最初の河用砲艦の艦名(「伏見」I、「隅田」I)を引き継いだ。
塗装は戦時塗色(いわゆる軍艦色)で竣工した。
竣工後は中国大陸へ自力で航行、
終戦時「伏見」は安慶で擱座、「隅田」は小破していたが、何れも中国側に接収された。